# ایزوپروپیل بتا-دی-۱-تیوگالاکتوپیرانوزید
ایزوپروپیل بتا-دی-۱-تیوگالاکتوپیرانوزید (به انگلیسی: Isopropyl β-D-1-thiogalactopyranoside) یک ترکیب در زیست‌شناسی مولکولی است. این ترکیب مقلد مولکولی آلولاکتوز، یک متابولیت لاکتوز است که باعث رونویسی اپرون لاک می‌شود و بنابراین از آن برای القای پروتئین در جایی که ژن تحت کنترل عملگر لاک است، استفاده می‌شود. به صورت خلاصه آی پی تی جی برای بیان ژنهای تراریخته متصل به اپرون لاک در بیوشیمی استفاده می‌شود.

## مکانیسم عمل
مانند آلولاکتوز، IPTG به سرکوبگر لاک متصل می‌شود و سرکوبگر تترامریک را به روش آلوستریک از اپراتور لاک آزاد می‌کند و بدین ترتیب امکان رونویسی ژن‌ها در اپرون لاک مانند ژن کد کننده بتا-گالاکتوزیداز، آنزیم هیدرولاز فراهم می‌شود که کاتالیزور است. هیدرولیز β- گالاکتوزیدها به مونوساکاریدها - سایپرز، باشگاه دانش اما بر خلاف آلولاکتوز، اتم گوگرد (S) پیوند شیمیایی ایجاد می‌کند که توسط سلول غیر هیدرولیز است و از متابولیسم یا تخریب القا کننده سلول جلوگیری می‌کند؛ بنابراین، غلظت آن در طی یک آزمایش ثابت می‌ماند.
جذب IPTG توسط E. coli می‌تواند مستقل از عملکرد لاکتوزپرماز باشد، زیرا سایر مسیرهای حمل و نقل نیز درگیر هستند. در غلظت کم، IPTG از طریق لاکتوز پرماز وارد سلول‌ها می‌شود، اما در غلظت‌های بالا (که معمولاً برای القای پروتئین استفاده می‌شود)، IPTG می‌تواند به‌طور مستقل از لاکتوز پرماز وارد سلول شود.

## استفاده در آزمایشگاه
هنگامی که به صورت پودر در دمای ۴ درجه سانتیگراد یا پایین نگهداری می‌شود، IPTG به مدت ۵ سال پایدار است. در محلول به‌طور قابل توجهی پایدارتر است. سیگما توصیه می‌کند که بیش از یک ماه در دمای اتاق نگهداری نشود. IPTG یک القا effective کننده مؤثر در بیان پروتئین در محدوده غلظت 100 میکرومولار تا 3.0 میلی‌متر است. به‌طور معمول، یک محلول استریل و فیلتر شده ۱ میلی‌متری IPTG 1: 1000 به محیط کشت یا مخزن رشد باکتری در حال رشد نمایی (لگاریتمیک) افزوده می‌شود تا غلظت نهایی ۱ میلی مول باشد. غلظت استفاده شده به قدرت القای مورد نیاز و همچنین ژنوتیپ سلولها یا پلاسمید مورد استفاده بستگی دارد. اگر lacI q، جهشی داشته باشد که بیش از حد سرکوبگر لاک را تولید می‌کند، ممکن است غلظت بالاتر IPTG لازم باشد.
در صفحه سفید و آبی، از IPTG همراه با X-gal استفاده می‌شود. صفحه سفید-آبی به شما اجازه می‌دهد در آزمایش‌های شبیه‌سازی، کلنی‌هایی که با پلاسمید نوترکیب به جای یک غیر نوترکیب تغییر شکل داده‌اند، شناسایی شود.